# Třetí bitva u Pánipátu
Třetí bitva u Pánipátu se odehrála na území indického státu Harijána u města Pánipát, 97 km severně od Dillí 14. ledna 1761. Byla to bitva mezi říší Maratha a invazní afghánskou armádou vedenou Ahmadem Šáhem Durrání podporovanou třemi indickými spojenci, kterými byla: Mughalská říše, její armádu vedl Paštun Najib ad-Dawlah, který se k Ahmadu Šáhovi připojil v roce 1757, Afghánci z oblasti Doab, a jako třetí se k Afgháncům přidal i Naváb Shuja-ud-Daulah z Oudhu (dnešní stát Uttarpradéš). Hlavní část maráthské armády shromážděné na Dekánské plošině vedl maráthský král Sadašivrao Bhau, který byl po vládě krále Chhatrapatiho a pejšovi (Peshwa – pejša: předseda vlády) třetím maráthským panovníkem v řadě.
Dělostřelectvo a kavalérie maráthské armády stály proti Afgháncům vyzbrojeným zamburaky (v překladu vosa, jednalo se o malá otočná děla s možností umístit je na velblouda a z této pozice i střílet. Zbraň byla používána zejména íránskými říšemi dynastie Safavidů, Timuridské říše a dynastie Afšaridů, kvůli drsnosti íránské náhorní plošiny, díky níž byla přeprava těžkých děl problematická) a jezaily (puškami) Afghánců a Paštunů pod vedením Ahmada a Najiba ad-Dawlaha, oba byli etničtí Afghánci. Bitva je považována za jednu z největších a nejkrutějších bitev 18. století s možná největším počtem mrtvých za jediný den v klasické formační bitvě mezi dvěma armádami.
Konkrétní místo samotné bitvy je historiky zpochybňováno, ale většina umísťuje bitvu poblíž dnešní Kaalaa Aamb a Sanauli Road. Bitva s dlouhými potyčkami, ztrátami a zisky na obou stranách trvala několik dní. Bojů se zúčastnilo více než 125 000 vojáků. Síly vedené Ahmadem Šáhem Durráním zvítězily poté, co zničily několik maráthských jednotek. Rozsah ztrát na obou stranách je historiky velmi zpochybňován, předpokládá se však, že během bojů bylo zabito 60 000–70 000 mužů, zatímco počty zraněných a zajatých se značně liší. Podle zápisků jednoho z očitých svědků bylo den po bitvě chladnokrevně povražděno asi 40 000 maráthských zajatců. Grant Duff popisuje rozhovor s očitým svědkem těchto masakrů ve své History of the Marathas a toto číslo v podstatě potvrzuje. Shejwalkar, jehož monografie Panipat 1761 je často považována za jeden z nejlepších dalších zdrojů informací o průběhu bitvy říká, že „ne méně než 100 000 Maráthů (vojáků i nebojujících) zahynulo během bitvy i po ní.“

## Pozadí

### Úpadek Mughalské říše

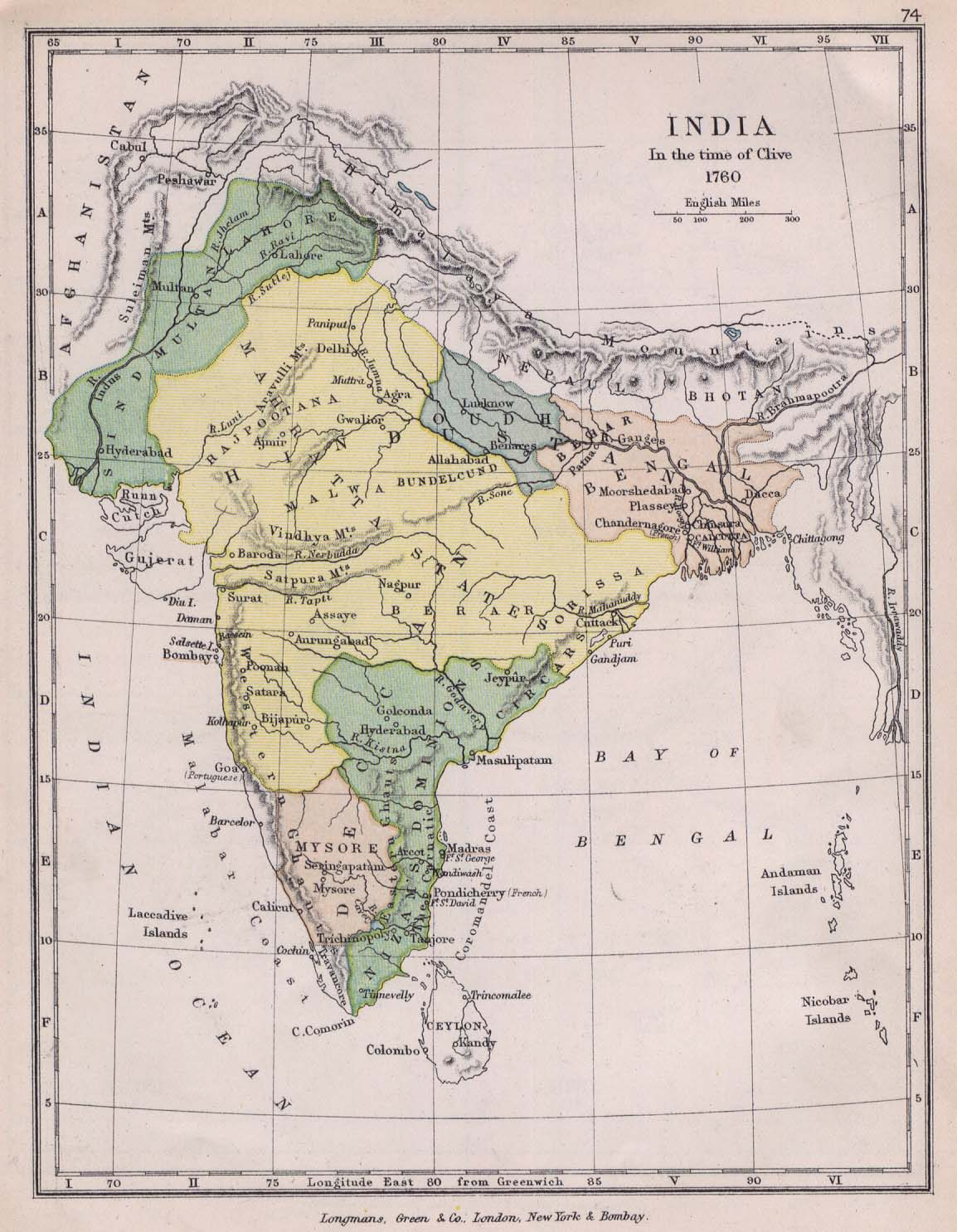
Rozloha Maráthská říše, 1760

Válka Mughalské říše s Maráthskou říší trvala dlouhých 27 let (1680–1707) a vedla k velké územní ztrátě říše Maráthů a územním ziskům mughalského císaře Aurangzéba. Po jeho smrti v roce 1707 se však situace obrátila. V Mughalské říši se rozpoutala válka o nástupnictví mezi Aurangzebovými syny. Do roku 1712 tak Maráthská říše znovu získala své ztracené území. Za vlády Peshwy (česky péšva – dědičný titul prvního ministra Maráthské říše, viz Ottův slovník naučný) Baji Rao I. se provincie Gujarat, Malwa a Rajputana dostaly pod kontrolu Maráthské říše. A konečně, v roce 1737, Baji Rao porazil mughalskou armádu u Dillí a dostal většinu z bývalých mughalských území jižně od města Ágra na břehu řeky Jamuny pod svou kontrolou. Syn Baji Rao, Balaji Baji Rao dále rozšířil území kontrolované Marathy napadením Paňdžábu v roce 1758.
Dopis pro 11. Peshwu Raghunathraoa, 4. května 1758:
Láhaur, Multan a další oblasti na východní straně Attocku z větší části kontrolujeme a místa, která ještě neovládáme, brzy přivedeme pod naší vládu. Naši vojáci pronásledovali syna Ahmada Šáha Durráního, Timura Šáha Durráního a Jahana Khana, a jejich oddíly úplně zlikvidovali. Oba nyní utekli do Péšávaru se zbytky své armády ... Ahmad Šáh Durrání se vrátil do Kandaháru s přibližně 12–14 tisíci zbylými muži své armády. Všichni se vzbouřili proti Ahmadovi, který ztratil kontrolu nad regionem. Rozhodli jsme se rozšířit naši vládu až na Kandahár.

Pro Maráthskou říši to znamenalo přímou konfrontaci s Durránskou říší Ahmada Šáha Abdaliho (také známý jako Ahmad Šáh Durrání). V roce 1759 Ahmad sestavil armádu z paštunských a balúčských kmenů a zvítězil v několika potyčkách proti menším posádkám Maráthů v Paňdžábu. Poté se spojil se svými indickými spojenci – Rohillskými (paštúnskými) Afghánci z Gangetic Doab (Rohillové byla indicko-afghánská dynastie arabského původu) – a vytvořil širokou koalici proti Maráthské říši.
Aby byl schopen čelit chystanému útoku, táhl Raghunathrao (11. Peshwa Maráthů) na sever. Svého bratrance divana (mocný vládní úředník či vládce) Sadašivrao Bhau požádal o poskytnutí peněz i vojska. Ten mu nevyhověl, a sám Sadašivrao Bhau byl jmenován vrchním velitelem maráthské armády. Shromáždil kolem 45 000–60 000 mužů, které doprovázelo zhruba 200 000 civilistů, z nichž mnozí byli věřící toužící po pouti na hinduistická svatá místa v severní Indii. Maráthové zahájili svou cestu na sever od Patduru dne 14. března 1760. Obě strany se snažily dostat na svou stranu Navába z Oudhu Shuju-ud-Daulaha. Koncem července se Shuja-ud-Daulah rozhodl vstoupit do afghánsko-rohillské koalice. Raději se tedy připojil k „armádě islámu“ než k „armádě hinduismu“. Pro Maráthy to byla ze strategického pohledu velká ztráta, protože Shuja poskytoval tolik potřebné finance na dlouhý pobyt afghánské armádě v severní Indii. Lze pochybovat, zda by afghánsko-rohillská koalice měla dostatečné prostředky k pokračování konfliktu s Maráthy bez jeho podpory.

### Vzestup Maráthské říše
Grant Duffovi popisující maráthskou armádu:
Nádhera vznešených a prostorných stanů lemovaných hedvábím a širokými stuhami byla překonána nádherou velkých zlacených ornamentů, viditelných už z dálky ... Obrovské množství slonů, množství vlajek, jež nelze všechny popsat, nejlepší koně, nádherně zdobení ... zdálo se, že jsou shromažďovány ze všech koutů ... to vše upomínalo na slábnoucí moc císařů Mughalské říše v zenitu jejich slávy.

V letech 1712 až 1757 získali Maráthové kontrolu nad značnou částí Indie. V roce 1758 nominálně vládli v Dillí, dobyli Láhaur a vyhnali Timura Šáha Durráního, syna a místokrále afghánského vládce Ahmada Šáha Durráního. Hranice Maráthské říše sahaly na sever od řeky Sindhu až na jih do severní Keraly. Toto území bylo ovládáno Peshwou, který snil o dosazení svého syna Višwasraoa na maráthský trůn. Dillí však stále zůstávalo pod kontrolou Mughalů a důležití muslimští vůdci včetně Šáha Waliulláha a dalších muslimských duchovních se takového vývoje obávali. V zoufalství apelovali na Ahmada Šáha Durráního, vládce Afghánistánu, aby tuto hrozbu zastavil.

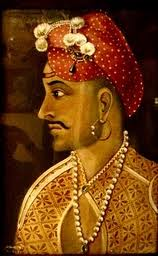
Sadašivrao Bhau

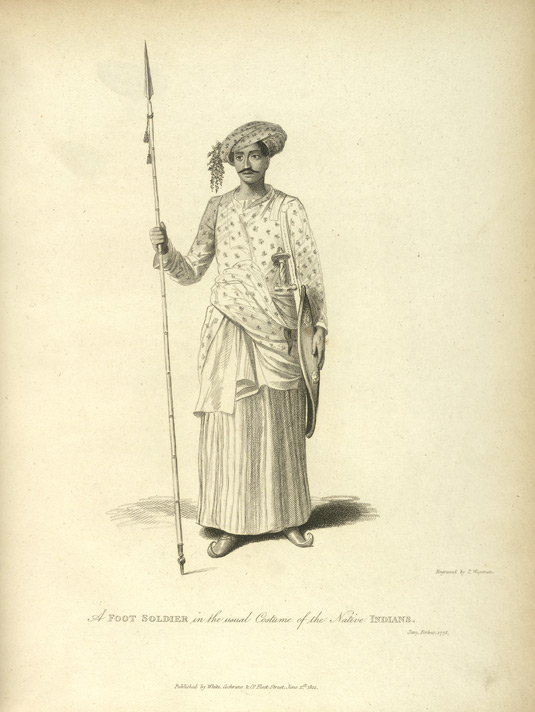
Rytina maráthského vojáka, James Forbes

### Předehra
Ahmad Šáh Durrání (také znám jako Ahmad Šáh Abdali), rozzlobený zprávami od svého syna a jeho spojenců, nebyl ochoten smířit se se stále se rozšiřující Maráthskou říší. Koncem roku 1759 Ahmad se svými afghánskými kmeny a jejich balúčistánskými spojenci a paštůnem (Rohillou) Najibem Khanem oblehli Láhaur i Dillí a porazili místní menší maráthskou posádku. Poté stáhl svou armádu do Anupshahru na hranici území Rohillů, kde úspěšně přesvědčil Navába z Oudhu Shuja-ud-Daulaha, aby se stal jeho spojencem v boji proti Maráthům. Maráthové dříve pomáhali Safdarjungovi (Shujově otci) porazit Rohilly v bitvě u Farrukhabadu.
Maráthové pod vedením Sadašivrao Bhau se po zprávě o návratu Afghánců do severní Indie i s armádou se vydali na pochod na sever. Armáda Sadašivraa byla posílena dalšími maráthskými jednotkami pod vedením generálů Holkara, Scindia, Gaikwada a Govinda Pant Bundeleho. Suraj Mal, vládce Báratpuru, se také nejprve připojil k armádě Sadašivraa.Tato kombinovaná armáda porazila v prosinci 1759 afghánskou posádku a dobyla hlavní město Mughalské říše, Dillí. Dillí bylo kvůli předchozím invazím mnohokrát vyrabováno, navíc byl v táboře Maráthů akutní nedostatek zásob. Bhau tedy nařídil odchod z již beztak vylidněného města. Říká se, že plánoval dosadit svého synovce a syna Peshwy Višwasraa na trůn v Dillí. Tehdy Suraj Mal Jats stáhl svou podporu Maráthů. Stažení jeho vojska z následující bitvy mělo na výsledek boje zásadní vliv. Ahmad se dočkal první maráthské krve po útoku na oslabenou maráthskou armádu vedenou Dattaji Shindou v Burari Ghat. Dattaji byl v bitvě zabit.

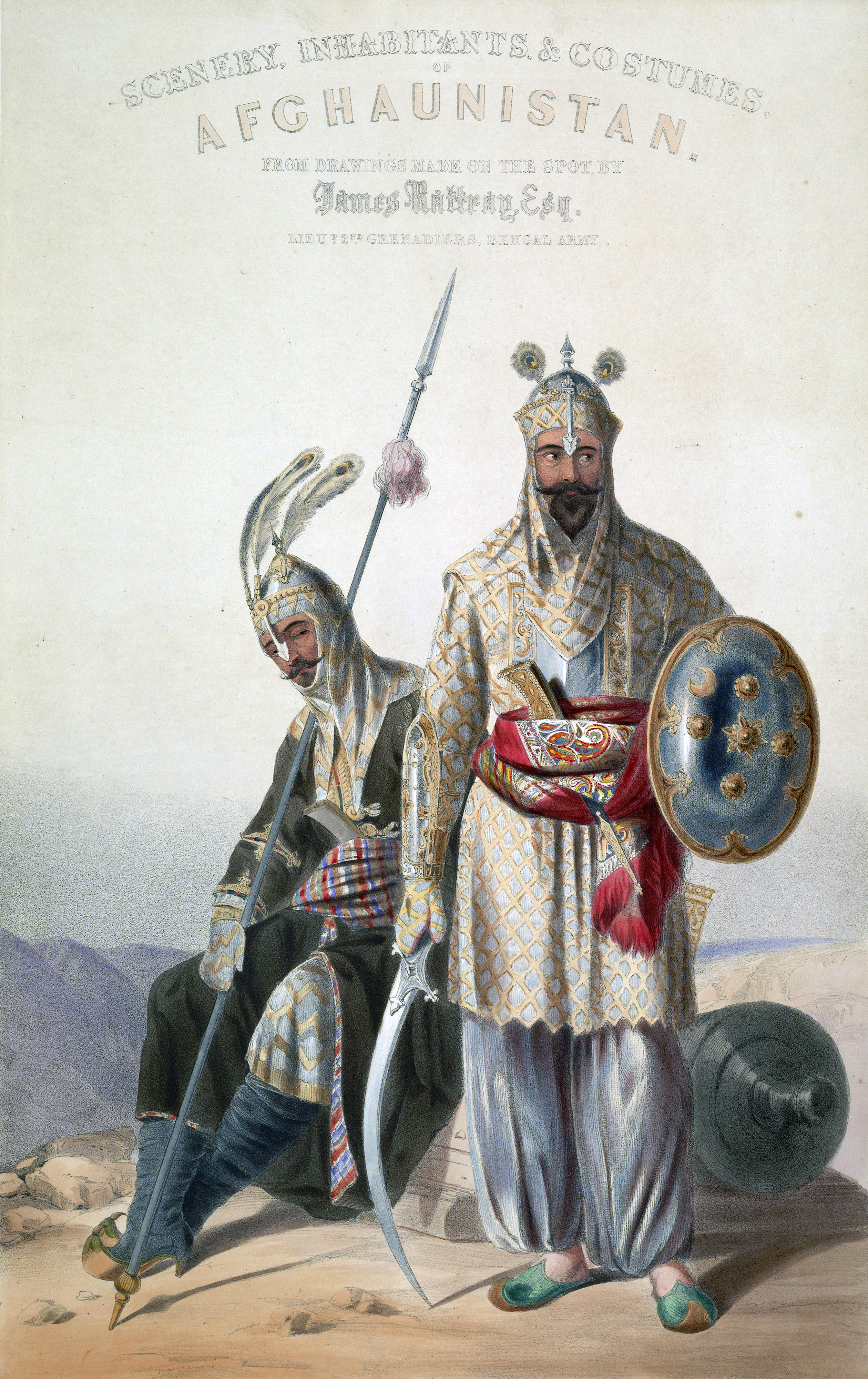
Afghánští královští vojáci Durránská říše (označovaný také jako Afghánská říše).

## Afghánská porážka u Kunjpury
Obě strany byly připraveny na rozhodující bitvu. K prvnímu střetnutí došlo po mnoha manévrování a řady šarvátek mezi oběma armádami ve státě Karnal (po roce 1966 Paňdžáb) u vesnice Kunjpura, na břehu řeky Jamuny. Celá afghánská posádka byla maráthskou armádou pobita nebo zotročena. Bylo to poměrně snadné vítězství proti armádě 15 000 Afghánců. Někteří z nejlepších Ahmadových generálů bylu zabiti, zatímco Ahmad Šáh tábořil na levém břehu řeky Jamuny, který byl rozmočený po dlouhých deštích a mohl tak jen bezmocně přihlížet masakru svých vojáků. Masakrování posádky u Kunjpury, na dohled od jeho tábora, rozlítilo Ahmada natolik, že nařídil za každou cenu překročení řeky.

### Překročení řeky Jamuny
Ahmad Šáh a jeho spojenci se 17. října 1760 setkali u Šachdary a pochodovali na jih. Ahmad se rozhodl podstoupit riziko přechodu řeky. Sám se vrhl do řeky, následovaný svými strážci a posléze všemi vojáky. Mezi 23. a 25. říjnem se jim podařilo dorazit k Baghpatu (malé město asi 24 mil za řekou) aniž narazil na odpor Maráthů, kteří byli stále zaměstnáni rabováním a ničením Kunjpury.

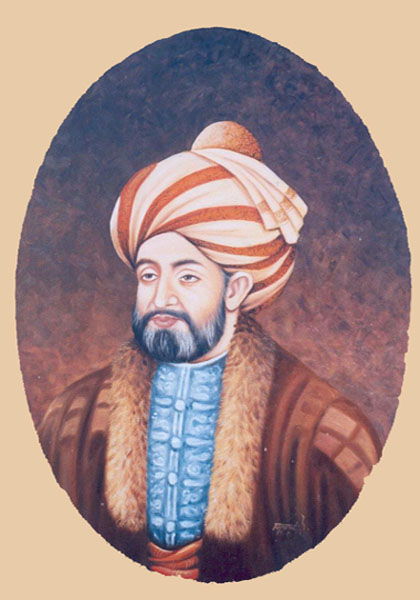
Portrét Ahmada Šáha Durránního

Maráthové tedy nijak nebránili Ahmadovi překročit řeku Jamunu. Když zjistili, že Ahmad řeku překročil, rozhodli se postavit obranné linie poblíž Pánipátu a zablokovat tak Ahmadovi cestu zpět do Afghánistánu. Stejně tak ale Ahmad blokoval jejich cestu na jih k Dillí. Odpoledne 26. října předvoj Ahmada Šáha dorazil do Sambalky, zhruba na půli cesty mezi Sonepatem a Pánipátem, kde narazili na předvoj Maráthů. Následovala prudká potyčka, při které Afghánci ztratili 1000 mužů, ale zahnali Maráthy zpět. Hlavní síly Maráthů poté několik dní pomalu ustupovaly, což vedlo k částečnému obklíčení jejich armády. V potyčkách, které následovaly, byl Govind Pant Bundele, velitel asi 10 000 jezdců lehké kavalerie, kteří nebyli formálně vycvičenými vojáky, na průzkumu s asi 500 muži. Byli překvapeni afghánskými silami poblíž Meerutu a v následném boji byl Bundel zabit. Poté následovala ztráta 2 000 maráthských mužů, kteří vezli z Dillí peníze a zásoby do Pánipátu. Tím bylo obklíčení dokončeno, Ahmad Šáh přerušil zásobování maráthské armády.
S ubývajícími zásobami začalo v táboře Maráthů stoupat napětí. Maráthové ke svým liniím dopravili téměř 150 kusů moderních děl francouzské výroby. S dosahem několika kilometrů byly tyto zbraně jedny z nejlepších té doby. Jejich plánem bylo donutit afghánskou armádu k boji. Afghánci měli k dispozici pouze svá lehká děla.

### Předběžné potyčky
Během následujících dvou měsíců obléhání probíhaly mezi jednotkami obou stran neustálé potyčky a souboje. V jednom z nich Najib ztratil 3 000 svých Rohillas a byl téměř zabit. Tváří v tvář potenciální patové situaci se Ahmad rozhodl nabídnout podmínky, které by Bhau býval ochotně přijal. Najib Khan však odmítl jakoukoli možnost dohody s odvoláním na náboženské důvody. Má prý pochybnosti že by maráthští vojáci jakoukoli takovou dohodu ctili. Poté, co maráthská armáda opustila Kunjpuru a postavila tábor u Pánipátu, zaútočil Diler Khan Marwat se svým otcem Alamem Khan Marwatem a silou 2 500 Paštunů a převzal kontrolu nad Kunjpurou, kde zůstala maráthská posádka o síle 700–800 vojáků. Tehdy Atai Khan Baluch, syn Wazira z Abdali, který dorazil z Afghánistánu s 10 000 jezdci přerušil dodávky potravin a dalších potřeb pro maráthskou armádu. Ta nyní byla obklíčena Abdaliho vojáky na jihu, paštunskými kmeny (Yousuf Zai, Afridi, Khattak) na východě, na severu byl Shuja-ud-Daulah, Atai Khan a další paštunské kmeny (Gandapur, Marwat, Durranis a Kakars) na západě. Bez zásob už Maráthové nemohli čekat na další posily. Bhau se rozhodl za každou cenu prolomit obklíčení. Jeho plán byl rozbít nepřátelské formace dělovou palbou a neposlat do boje kavalérii dříve než budou afghánské jednotky zničeny. Pak by mohl armádu přesunout na jih, směrem k Dillí, kde měl zajištěné zásoby.

### Formování linií
Maráthští velitelé tlačili na Bhaua aby zahájil bitvu, neboť usoudili, že je lepší zahynout v boji než umřít hladem. Před úsvitem 13. ledna opustili svůj tábor a v zoufalé snaze prolomit obklíčení pochodovali na jih směrem k afghánskému táboru. Obě armády se tak setkali tváří v tvář kolem osmé hodiny ráno.
Marathské linie se zformovaly severně od Kala Amb. Tak byla zablokována cesta na sever pro Abdaliho a zároveň oni sami byli odříznuti od svého cíle, cesty na jih směrem na Dillí, kde mohli získat potřebné zásoby od svých jednotek. Bhau se synem Peshwy a královskou gardou stáli uprostřed, na levém křídle stál Ibrahim Khan, na pravém křídle Holkar a Sindhia.
Maráthská linie byla dlouhá kolem 12 km, s dělostřelectvem vpředu, chránící pěchotu vyzbrojenou mušketami a bajonety spolu s lučištníky. Kavaleristům bylo nařízeno čekat za dělostřelectvem a pěchotou a být připraveni zasáhnout do boje až bude zajištěna maráthská kontrola nad bojištěm. Za touto linií čekalo dalších 30 000 mladých vojáků bez zkušeností ve skutečné bitvě a mnoho civilistů. Mnozí z nich byli obyčejní poutníci, muži, ženy a děti na své cestě do hinduistických svatých míst a chrámů. Za civilisty byla ještě další ochranná pěchotní linie, složená z mladých, nezkušených vojáků.
Proti nim vytvořili na jihu Afghánci podobnou linii, v nevelké vzdálenosti od dnešní Sanauli Road. Na levém křídle stál Najib se svými jednotkami. Jejich levý střed vedli dva afghánští vezíři, Shuja-ud-daulah s 3 000 vojáky a 50–60 děly a Ahmadův vezír Shah Wali s 19 000 afghánskými jezdci. Pravý střed tvořilo 15 000 Paštunů (Rohillas) pod vedením Hafize Rahmata a dalších paštunských velitelů. Pasand Khan kryl levé křídlo s 5 000 kavaleristy. Barkurdar Khan a Amir Beg kryli pravé křídlo 3 000 kavaleristy Rohillas. Připravena byla také pěchota vyzbrojená mušketami s dlouhým dostřelem. Obě křídla v této formaci postupovala vpřed. Ahmad Šáh sám zůstal ve středu formace, ocitl se tak v zadní části linie, odkud mohl bitvu sledovat a řídit.

## Bitva

### Počáteční fáze
Před úsvitem 14. ledna 1761 maráthští vojáci přerušili půst, napili se slazené vody a připravili se na boj. Vynořili se ze zákopů a tlačili děla na předem připravené pozice, asi 2 km od Afghánců. Když viděl Ahmad Šáh, že bitva začala, přemístil 60 svých kanónů a zahájil palbu.
Počáteční útok vedlo levé křídlo maráthské armády pod velením Ibrahima Khana, které postupovalo ve formaci s pěchotou proti Paštunům a vojákům Šáha Pasand Khana. První salvy maráthského dělostřelectva dopadly za afghánské linie a způsobily tak jen malé škody. První afghánský útok Najib Khanových Rohillas byl zastaven lučištníky spolu s maráthskou jednotkou mušketýrů s bajonety umístěných blízko dělostřeleckých pozic. Druhá a další dělové salvy vypálené do afghánských řad už byly lépe zacíleny. Masakr donutil paštunské jednotky k ústupu ke svým liniím a bitevní pole nechali na další tři hodiny v rukou Ibrahimových mužů. Během těchto tří hodin zabilo 8 000 jeho mušketýrů asi 12 000 Rohillas.
Ve druhé fázi bitvy vedl vojsko Bhau proti afghánskému levému křídlu, kterému velel vezír Šáh Wali Khan. Síla útoku téměř prolomila afghánské linie a afghánští vojáci ve zmatku začali opouštět své pozice, zoufale se snažíce znovu zformovat své řady. Šáh Wali prosil Shuju-ud-Daulaha o pomoc. Naváb své pozice přesto neopustil. Střed afghánské formace se prolomil a linie se rozdělila na dvě části. I přesto maráthský útok nedosáhl plného úspěchu, protože mnoho jejich napůl vyhladovělých koní bylo vyčerpáno. Maráthové také neměli žádné těžké obrněné jízdní jednotky, které by toto prolomení afghánské formace udržely. Když Ahmad zhodnotil situaci a viděl vlastní vojáky utíkat z boje, rozkázal svým mušketýrům zastřelit každého dezertéra. Tak je dokázal zastavit a vrátit zpět na bojiště.

### Konečná fáze
Maráthové pod vedením Jankoji Rao Šindy zaútočili na jednotky Najiba-ud-Dhaulaha, který se úspěšně bránil, ale Šinda svým útokem Najibovy jednotky vázal na sebe. V poledne se zdálo, že Bhau má vítězství na dosah. Afghánské levé křídlo se stále drželo, ale střed linií byl prolomen, a pravé křídlo bylo téměř zničeno. Ahmad Šáh sledující průběh bitvy ze svého stanu, vyslal své osobní strážce s rozkazem povolat 15000 mužů čekajících v táboře a s nimi dalších 2 000 dělostřelců s lehkými děly umístěnými na zádech velbloudů-zamburaky. Díky umístění děl na hřbetě velbloudů střely přelétly přes linii vlastní pěchoty a zasáhly maráthskou kavalerii. Ta svými mušketami útoku nedokázala odolat. Otočná děla na velbloudech střílela, aniž jezdec musel sesednout a byla obzvláště účinné i proti rychle se pohybující kavalérii. Ahmad poslal 500 svých osobních strážců s rozkazem vyvést všechny schopné muže z tábora a poslat je na bojiště. Poslal dalších 1 500 mužů, aby potrestali vojáky v přední linii, kteří se pokusili uprchnout z bitvy a bez milosti zabít každého, kdo se do boje nevrátí. Tito muži spolu se 4 000 záložními jednotkami podepřeli zničené pravé křídlo Paštunů. Zbývající část zálohy, 10 000 mužů byla poslána na pomoc Šah Walimu, který stále zoufale odrážel útoky Bhaua ve středu pole. Tito čerství vojáci měli za úkol útočit na vezíra a neustávat v plném cvalu. Kdykoli zaútočili na střed, Najib s ostatními veliteli měli za úkol napadat obě křídla. Se svými vlastními muži v palebné linii nemohlo maráthské dělostřelectvo pálit z děl. Asi 7 000 maráthských kavaleristů a pěchoty bylo zabito, ještě než kolem 14:00 začal boj muže proti muži. Po 16:00 začala unavená maráthská pěchota podléhat útokům čerstvých afghánských rezerv chráněných pevnými koženými obleky.

### Obchvat
Sadašivrao Bhau už žádné rezervy neměl. Když viděl, jak se jeho přední linie hroutí, vzadu zůstávají civilisté a jeho syn Višwasrao zmizel uprostřed bitvy, neměl jinou možnost než sestoupit ze svého slona a jít do boje.
Afghánští vojáci, kteří byli zajati maráthskými vojáky během obléhání Kunjpury využili zmatku a vzbouřili se. Vězni si rozvázali zelené pásy a vytvořili z nich turbany. Podobali se tak vojákům říše Durrání a začali útočit zevnitř. To vneslo do maráthské armády zděšení a zmatek. Mysleli že nepřítel zaútočil zezadu. Další maráthští vojáci v přední linii, když viděli, že jejich generál nesedí na svém slonu, že zmizel, tak v chaosu, který se odehrával za jejich zády zpanikařili a obrátili se.
Višwasrao byl zabit střelou do hlavy. Bhau a královské síly Huzurati bojovali až do konce, pod maráthským vůdcem padli tři koně. V této fázi boje si Holkar a Scindia uvědomili, že bitva je ztracená. Spojili své síly s jednotkami z pravého maráthského křídla, využili mezery v linii durránských jednotek a vydali se na jih. Jankoji Rao Scindia vedl druhý kontingent k posílení maráthské linie. Jejich přední řady zůstaly z velké části nedotčené a některé z jejich dělostřeleckých jednotek bojovaly až do západu slunce. Mnoho marátských vojáků se té noci rozhodlo nepokračovat v boji v noci. Bhauova manželka Parvatibai, která pomáhala při správě tábora Maráthů, uprchla do Puné se svým osobním strážcem Janu Bhintadou a Peshwou Nana Fadnavis (Evropané ho prý nazývali maráthským Machiavellim) pod ochranou kontingentu Malhara Rao Holkara. Asi 15 000 vojákům se podařilo dosáhnout města Gwalior.

### Příčiny porážky
Armáda Durránské říše měla nad Maráthskou říší početní i kvalitativní převahu. Spojená afghánská armáda byla mnohem větší než armáda maráthská. Ačkoli maráthaská pěchota byla organizována podle evropských vojenských zkušeností a její armáda měla jedny z nejlepších francouzských děl té doby, její dělostřelectvo bylo statické a postrádalo pohyblivost, nemělo šanci proti rychle se pohybujícím afghánským silám. Žádný z ostatních hinduistických vládců se k boji proti Ahmadovi nepřipojil, zato jeho spojenci, jmenovitě Najib, Shuja a Paštunové znali severní Indii velmi dobře. Ahmad byl také dobrý diplomat, uzavřel dohody s hinduistickými vůdci a s bývalými svými nepřáteli jako byl Nawab z Awadhu. Naléhal na ně ve jménu náboženství.
Navíc se maráthští generálové mezi sebou neustále hašteřili. Každý z nich měl ambice vybudovat si vlastní nezávislý stát a neměl zájem bojovat proti společnému nepříteli. Někteří z nich nepodporovali myšlenku velké bitvy a chtěli bojovat pomocí partyzánské taktiky, místo aby čelili nepříteli v bitvě. Maráthové bojovali sami na místě, které bylo 1000 mil od jejich hlavního města Puné.
Raghunathrao měl i přes neshody s Bhauem táhnout na sever a posílit armádu. Raghunathrao požádal o spoustu financí a mnoho vojáků, což Sadašivrao Bhau, jeho bratranec odmítl a tak se bitvy nezúčastnil. Bhau byl jmenován vrchním velitelem armády Maráthů a pod jeho velením se odehrála bitva u Pánipátu. Někteří historici se domnívají, že rozhodnutí Peshwy jmenovat Sadašivrao Bhau nejvyšším velitelem namísto Malharrao Holkara nebo Raghunathraa se ukázalo jako nešťastné, protože Sadašivrao naprosto nic nevěděl o politické a vojenské situaci v severní Indii.
Kdyby Holkar zůstal na bitevním poli, porážka Maráthů by trvala déle, ale nakonec by k ní došlo. Převaha Ahmada Šáha v bitvě by nemusela být tak jednoznačná, pokud by Maráthové vedli v Paňdžábu a v severní Indii jejich tradiční ganimi kava neboli partyzánskou válku, jak doporučil Malharrao Holkar. Ahmad by nebyl schopen udržovat svou polní armádu v Indii po tak dlouhou dobu.

### Masakr po bitvě
Afghánská kavalérie a vojáci s bajonety běhali divoce ulicemi Pánipátu a zabíjeli desítky tisíc vojáků a civilistů. Afghánským důstojníkům, kteří ztratili své příbuzné v bitvě, bylo dovoleno masakrovat Maráthy také druhý den v Pánipátu a okolí. Před jejich vesnicemi navršili na oslavu vítězství hromady z useknutých hlav. Podle jedné z nejlepší kroniky a zpráv očitých svědků – zpráva od Kashi Raje, Diwana Shuja-ud-Daulaha – bylo den po bitvě chladnokrevně zabito asi 40 000 maráthských vězňů. Podle Hamiltona, reportéra Bombay Gazette (1789), žilo ve městě Pánipát asi půl milionu maráthských občanů a uvádí počet 40 000 vězňů popravených Afghánci. Ženy a děti byly hnáni jako otroci.
Všichni vězni byli přepravováni na volských povozech, velbloudech a slonech v bambusových klecích.

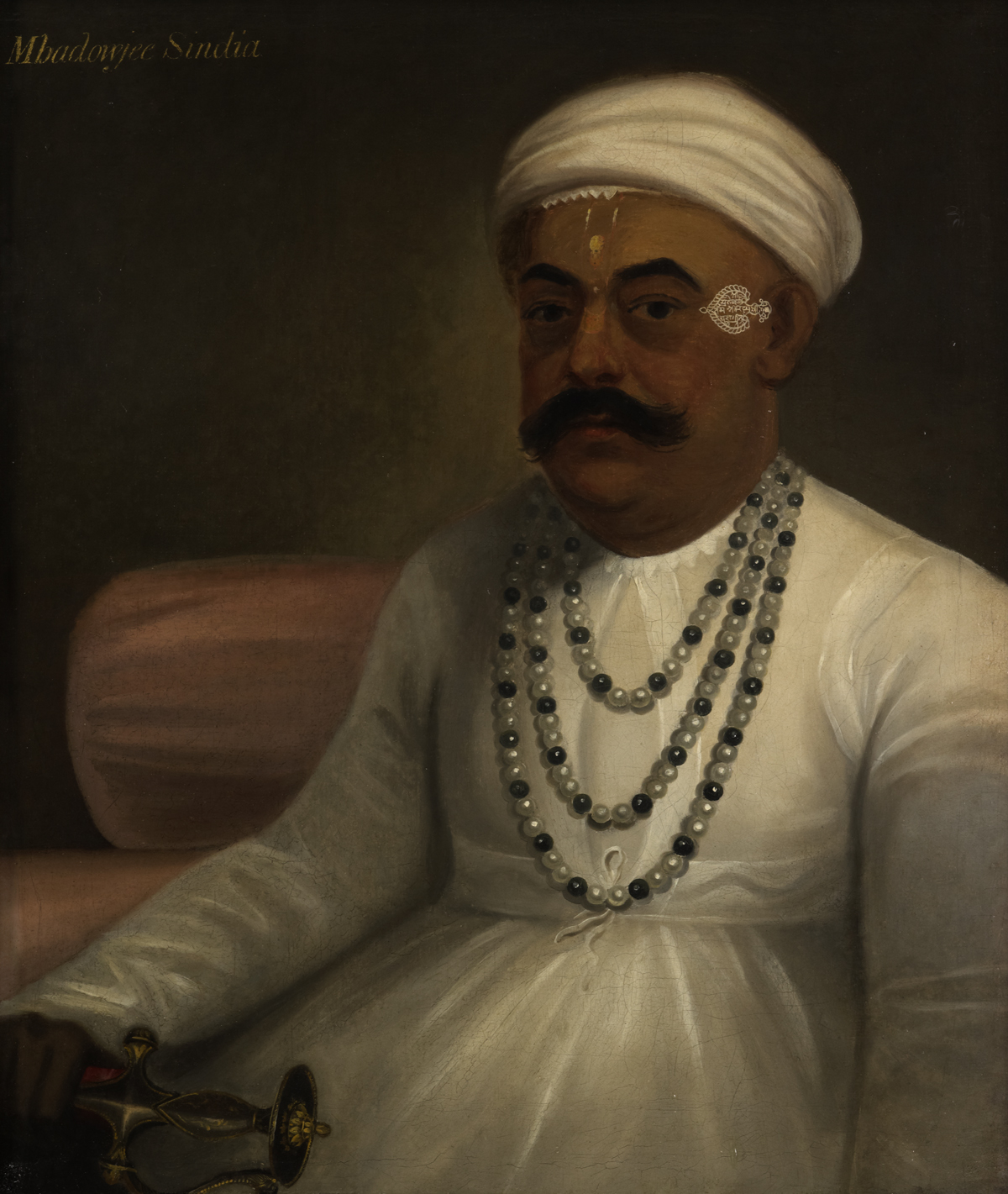
Mahadaji Shinde, obnovil nadvládu Maráthské říše nad severní Indií do deseti let po válce.

Siyar-ut-Mutakhirin psal:
Nešťastní vězni byli hnáni v dlouhých řadách, dostali trochu vyprahlého obilí a napili se vody a poté byli sťati ... a ženy a děti, které přežily, byly bráni jako otroci - dvaadvacet tisíc, mnoho z nich v nejvyšší hodnosti v zemi.

## Důsledky
Těla Višwasraa a Bhaua byla Maráthy získána a zpopelněna podle zvyku. Bhauovu manželku Parvatibai zachránil Holkar podle pokynů Bhaua a ta se nakonec vrátila do Puné. Peshwa Balaji Baji Rao neměl zprávy o průběhu bitvy, a tak když se dozvěděl o porážce, vrátil se do Puné i posilami, které vedl. Z šoku z masakru v Pánipátu se nikdy nezotavil. Podle Shuresh Sharmy „za Pánipát byla zodpovědná láska k potěšení Balajiho Baji Raa. Opozdil se pro oslavu druhého manželství, odchod odložil až na 27. prosince, kdy už bylo příliš pozdě.“  Jankoji Scindia byl zajat a popraven na popud Najiba. Ibrahim Khan Gardi byl mučen a popraven rozzuřenými afghánskými vojáky. Maráthové se ze ztrát u Pánipátu nikdy úplně nevzpamatovali, přesto zůstali nezpochybnitelnou vojenskou silou a největší říší na indickém subkontinentu. O deset let později se jim podařilo znovu dobýt Dillí. Jejich ambice ovládnout celou Indii však skončily třetí anglo-maratskou válkou (1817–1818), téměř 50 let po bitvě u Pánipátu.
Mahárádža Suraj Mal významně těžil z neúčasti v bitvě u Panipatu. Poskytoval značnou pomoc maráthským vojákům a civilistům, kteří unikli bojům.
Ačkoli Ahmad bitvu vyhrál, i on utrpěl značné ztráty a byl nucen uzavřít mír s Marathy. Poslal dopis Peshwovi Nanasahebovi (který se pohyboval směrem na Dillí, i když velmi pomalým tempem, aby se připojil k Bhau proti Ahmadovi). V dopise apeloval na Peshwu, psal že on válku nezačal, nebyl tím kdo zaútočil na Bhaua a jen se bránil. Ve svém dopise Peshwovi ze dne 10. února 1761 napsal:
Není důvod mít mezi sebou nepřátelství. Váš syn Vishwasrao a váš bratr Sadashivrao zahynuli v bitvě, měli smůlu. Bitvu zahájil Bhau, musel jsem se bránit, ač jsem bojovat nechtěl. Přesto mě mrzí jeho smrt. Pokračujte ve své vládě v  Dillí jako dříve, proti tomu nemám žádný odpor. Nechte Paňdžáb Sutlajovi. Znovu uveďte Šáha Alama na trůn v Dillí jako předtím a nastolte mezi námi mír a přátelství, to je moje horlivá touha. Splňte mi tu touhu.

Díky této diplomacii Ahmad Indii brzy opustil. Před odjezdem nařídil indickým náčelníkům, aby uznali Šáha Alama II. za mughalského císaře.

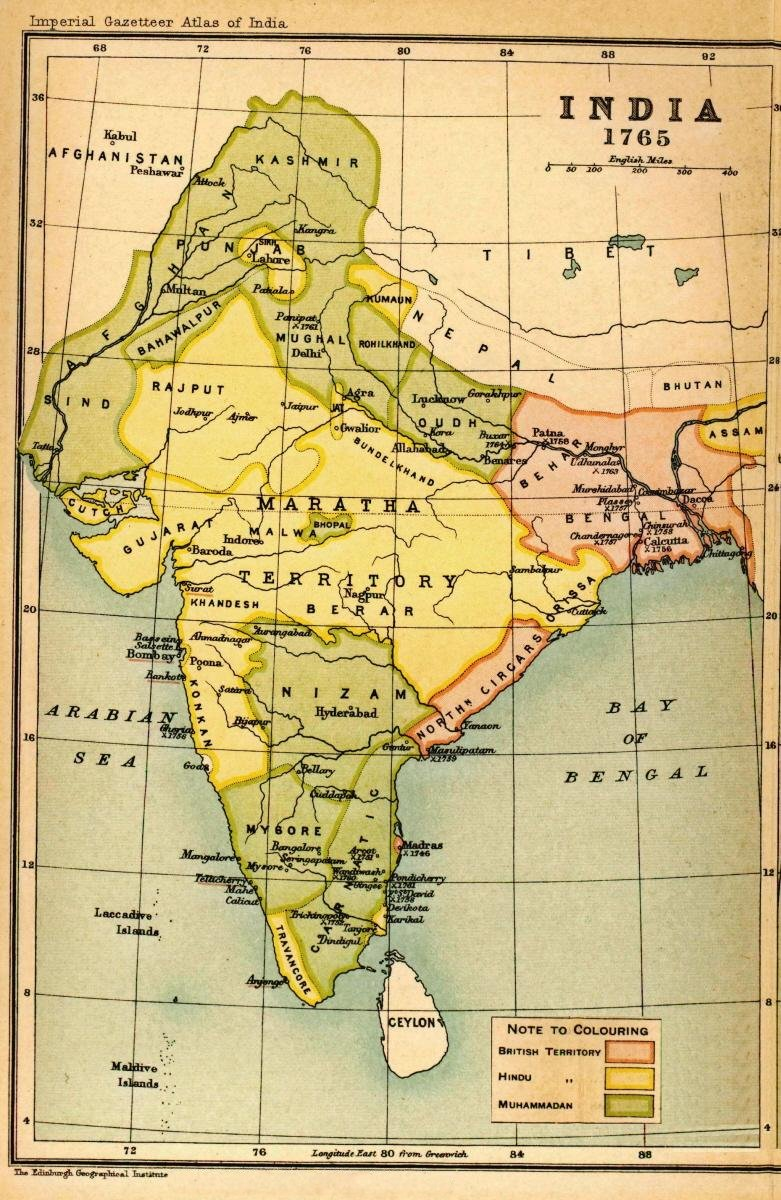
Mapa Indie v roce 1765, zeleně značené podporující císaře.

Ahmad Šáh dále jmenoval Najiba-ud-Daula regentem Mughalského císaře. Kromě toho se Najib a Munir-ud-daulah dohodli, že jménem vládce Mughalské říše budou vyplácet Ahmadovi roční poplatek ve výši čtyř milionů rupií. Byla to poslední velká expedice Ahmada Šáha do severní Indie, protože ztráty v bitvě ho ponechaly bez možnosti vést jakoukoli další válku proti Maráthům a stále více se zabýval vzestupem sikhů. Po bitvě u Pánipátu se Rohillům dostalo uznání a odškodnění, nicméně po Najibově smrti 30. října 1770 byli Rohillové poraženi Britskou Východoindickou společností.
Výsledkem bitvy bylo dočasné zastavení další expanze Maráthů na sever a destabilizace jejich území zhruba na deset let. V tomto období vládl v říši Peshwa Madhavraa, kterému se podařilo obnovit nadvládu Maráthů po porážce u Pánipátu. V roce 1771, deset let po bitvě, Mahadji Shinde vedl velkou armádu Maráthů do severní Indie. Represivní výprava obnovila jejich nadvládu v této oblasti a potrestala tvrdohlavé náčelníky, kteří se buď přidali na stranu Afghánců, jako byli Rohillové, nebo se pokoušeli vymanit z nadvlády Maráthů po bitvě u Pánipátu. Ale tento vzestup maráthské říše netrval dlouho. Brzy po předčasné smrti Madhavraa (ve věku 28 let) došlo opět k rozmíškám a střetům mezi maráthskými vládci a konečný účet jim vystavili Britové v roce 1818 v třetí anglo-maráthské válce.

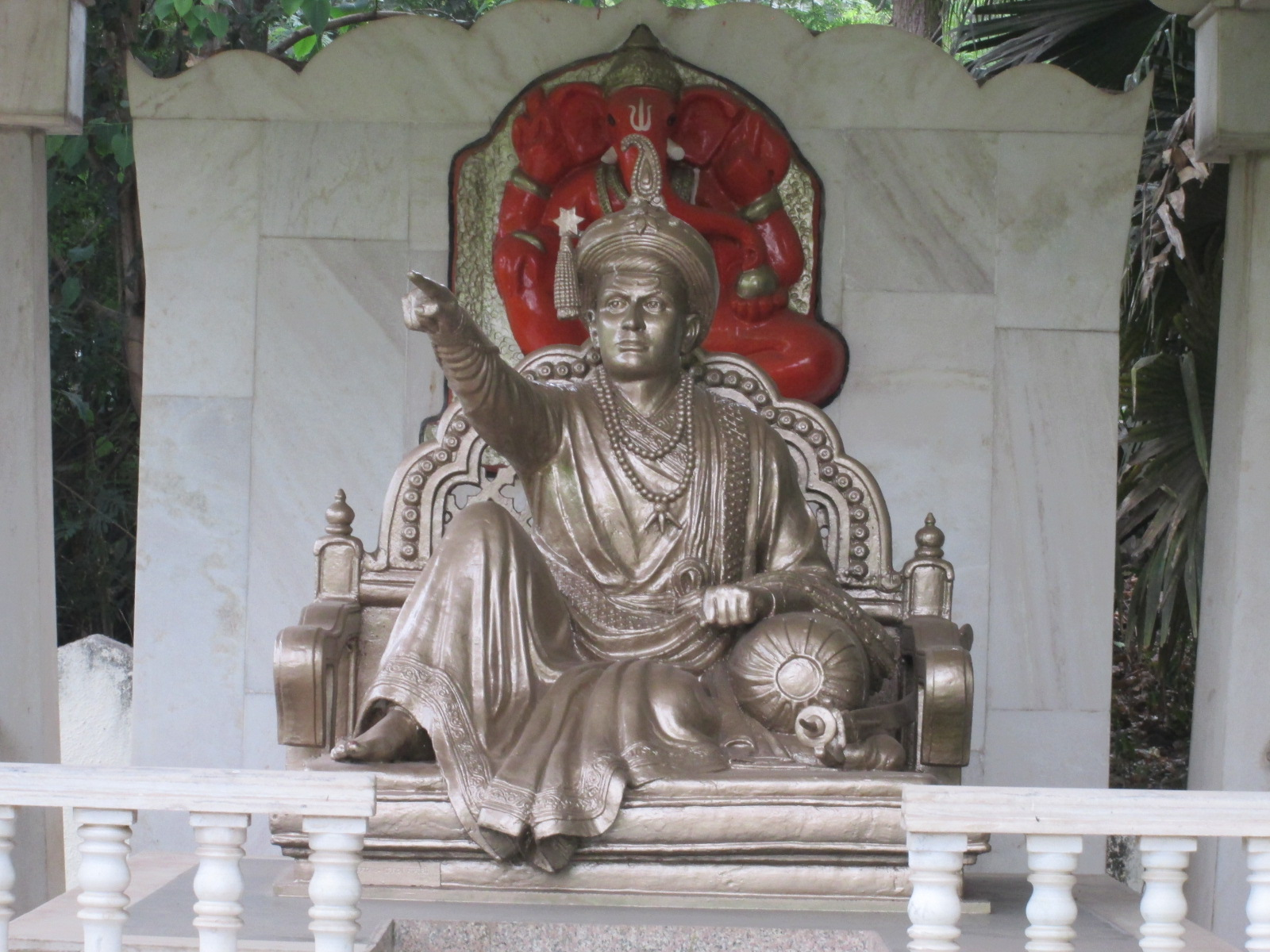
Památník připomínající „Velkého Peshwu Madhavrao“ v Peshwe Parku v Puné, který po ztrátách u Pánipátu obnovil říši Marathů.

## Zhodnocení
Třetí bitva u Pánipátu zaznamenala za jediný den bitvy enormní počet úmrtí a zranění. Byla to poslední velká bitva mezi jihoasijskými vojenskými mocnostmi až do vytvoření Pákistánu a Indie v roce 1947.
Aby zachránili své království, Mughalové opět změnili stranu a přivítali Afghánce v Dillí. Zůstala jim nominální kontrola nad malými oblastmi Indie, ale už nikdy nebyli mocností. Jejich říše oficiálně skončila v roce 1857, kdy byl její poslední císař Bahádur Šáh II. obviněn z účasti na vzpouře a byl vyhoštěn.
Další expanze Maráthů nekonala. Ztráty z této bity byly příliš velké. Sikhové – jejichž povstání bylo původním důvodem napadení Ahmadem – byli bitvou z velké části nedotčeni. Brzy znovu vpadli do Paňdžábu a napadli Láhaur. Když se Ahmad Šáh v březnu 1764 do Indie vrátil, byl kvůli povstání v Afghánistánu nucen přerušit obléhání už po dvou týdnech. Znovu se vrátil v roce 1767, ale už nebyl schopen vyhrát žádnou rozhodující bitvu. Jeho vojáci si stěžovali, že nedostávají zaplaceno za službu v armádě. Nakonec ztratil i Sikhskou říši, kterou kontroloval až do roku 1849, kdy území anektovala Britská Východoindická společnost.